# Autostrada A32

Trazado de la A32

La Autostrada A32 (también conocida como Autostrada del Frejus, Autostrada Torino-Bardonecchia o incluso Autostrada della Valle di Susa) es una autopista italiana de 73 km de longitud. Conecta Italia con Francia a través del Túnel del Fréjus.
Está gestionada por la empresa SITAF (Società Italiana Traforo Autostradale del Frejus) junto con la mitad italiana del túnel.  
Puesto que en su recorrido atraviesa el Valle de Susa, ha sido objeto de manifestación por parte de los activistas del NO TAV (movimiento popular del Valle de Susa que se opone a la construcción de la línea de alta velocidad Turín-Lyon). La celebración de los XX Juegos Olímpicos de Invierno de Turín 2006 han puesto a prueba la capacidad de recepción de la vía.

## Accesos e intersecciones
| Acceso/intersección            |
| ------------------------------ |
| A55 Tangenziale Nord di Torino |
| Rivoli                         |
| Avigliana                      |
| Almese                         |
| Barriera Avigliana             |
| Borgone                        |
| Chianocco                      |
| Susa est (Autoporto)           |
| Susa ovest (Venaus)            |
| Barriera Salbertrand           |
| Oulx est                       |
| Oulx ovest                     |
| Savoulx                        |
| Bardonecchia                   |
| Túnel del Fréjus               |

### Áreas de servicio
- Área de servicio Frejus sud y nord
- Área de servicio Salbertrand ovest y est
- Área de servicio Rivoli sud y est